# أندرو روبرتسون
أندرو روبرتسون (بالإنجليزية: Andrew Robertson) (ولد في 11 مارس 1994) هو لاعب كرة قدم اسكتلندي محترف، يلعب دور المدافع في نادي ليفربول ومنتخب اسكتلندا الوطني. روبرتسون لعب لنادي هال سيتي في عام 2015، بدأ روبرتسون مسيرته المهنية مع نادي كوينز بارك في عام 2012 قبل انضمامه إلى دندي يونايتد بعد عام.اكثر من صنع اهداف لزميله ليڤا في ملعب (عمك فرج)

## مسيرته الكروية

### كوينز بارك
بالتركيز على دراسته، كان روبرتسون على وشك بدء دراسته الجامعية على مستوى البكالوريوس قبل أن يتم إستدعاؤه إلى فريق كوينز بارك الأول في بداية موسم 2012-2013 حيث ظهر ولأول مرة مع النادي في بطولة كأس الاتحاد الإسكتلندي ‏ في ركلات الترجيح ضد نادي بيرويك راينجرز,
و استمر في الظهور 40 مرة في مع النادي, ساعد الفريق على أن يحتل المركز الثالث في الدوري الإسكتلندي من الدرجة الثالثة كما سجل أول هدف له ضد نادي إيست ستيرلينغشاير التي إنتهت بالخسارة بنتيجة 2-1.

### دندي يونايتد
إنضم روبرتسون إلى نادي دندي يونايتد في الدوري الإسكتلندي الممتاز في يونيو 2013;
حيث حجز مقعدًا أساسيًا في الفريق فهو قام بأخد مكان اللاعب باري دوغلاس الذي أيضًا قام بنفس الخطوة قبل 3 سنوات.
بعد أن تم تجاهل فريق دندي يونايتد في الحصول على رسوم انتقال دوغلاس ولذلك إتضطر النادي إلى التخلص من بعض اللاعبين الهواة مقابل لا شيء للتخلص من رواتبهم، ووافق في النهاية على صفقة تتضمن نسبة مئوية من الانتقالات المستقبلية والتي ستتبين أنها مفيدة لاحقًا.
أصبح روبرتسون على الفور لاعب أساسيًا ضمن مخططات المدرب جاكي ماكنمارا حيث ظهر ولأول مرة مع النادي في إفتتاح الموسم بالتعادل 0-0 ضد نادي باتريك ثيستل في 22 سبتمبر 2013 سجل روبرتسون هدفه الأول مع النادي في مباراة انتهت بالتعادل الإيجابي 2-2 ضد نادي ماذرويل. ركض روبرتسون من نصف ملعبه وسدد تسديدة منحنية منخفضة بالقدم اليسرى بعد أن بمسافة 22 ياردة.
بعدها قام روبرتسون بالتوقيع على عقد مع الفريق تصل مدته إلى عام 2016.
تم التصويت عليه على أنه لاعب الشهر في شهر سبتمبر 2013 وشهر نوفمبر 2013 في الدوري الإسكتلندي الممتاز.
في 12 إبريل من عام 2014، لعب روبرتسون مباراة ضد نادي رينجرز في ملعب إيبروكس في النصف النهائي من بطولة كأس اسكتلندا وفاز عليهم بنتيجة 3-1.
في إبريل من عام 2014 فاز روبرتسون بجائزة أفضل لاعب شاب في الدوري الإسكتلندي ‏   وتم وضعه في تشكيلة العام للدوري الإسكتلندي في موسم 2013-2014.

### هال سيتي
في يوليو 2014، قَبِل نادي دندي يونايتد عرضًا بقيمة 2.85 مليون جنيه إسترليني المقدم من نادي هال سيتي لشراء اللاعب ليلعب في الدوري الإنجليزي الممتاز.
الانتقال تم يوم 29 يوليو، حيث وقع روبرتسون عقدا يصل إلى 3 سنوات.
كما أوضح ستان ترننت ، رئيس الكشافة في نادي هال سيتي، «كنت أنظر إلى ستيوارت أرمسترونج لكن [روبرتسون] لم يكن صاحب تفكير ... كان لديه تاريخ مع سلتيك وكان دائمًا لاعبًا حازمًا  بالنظر إلى كيفية تعافيه من نكساته. يمكنك أن ترى على الفور أنه يتمتع بالقدرة ويمكنه فقط أن يتحسن».
ظهر روبرتسون لأول مرة مع ناديه هال سيتي يوم إفتتاح الموسم بالفوز بنتيجة 1-0 على فريق كوينز بارك رينجرز حيث أنقذ فريقه فقام بإبعاد الكرة عن خط المرمى التي كانت ستدخل الشباك.
انسجم روبرتسون سريعًا وإستقر وحجز مقعدًا أساسيًا مع الفريق وحصل على لاعب الشهر بالنادي في شهر أغسطس 2014.
لعب روبرتسون 24 مباراة رفقة النادي بملعب كيه سي لكنه لم يتمكن من منع الفريق من الهبوط في دوري الدرجة الثانية الإنجليزي.
على الرغم من رحيل العديد من اللاعبين في الفريق الأول، إلا أن روبرتسون إختار البقاء في هال سيتي. و جاء هدفه الأول للنادي ضد نادي برينتفورد حيث إفتتح التسجيل وانتهت المباراة بنتيجة 2-0 لصالح هال سيتي حيث أصبح نادي هال سيتي هو المركز الأول بفارق هدف وحيد.
لعب نهائي 2016 للملحق المؤهل للدوري الإنجليزي الممتاز و الذي كان ضد نادي شيفيلد وينزداي و التي فازت بها هال سيتي بنتيجة 1-0.
إستغرق من النادي موسم واحد قبل أن يهبط إلى الدرجة الثانية مرة أخرى.
عُرض اللاعب روبرتسون بجانب المدافع الإنجليزي هاري ماجواير على نادي إيفرتون بواسطة ستيف والش في صفقة مجمعة بقيمة 20 مليون جنيه إسترليني ولكن النادي رفض.

### ليفربول

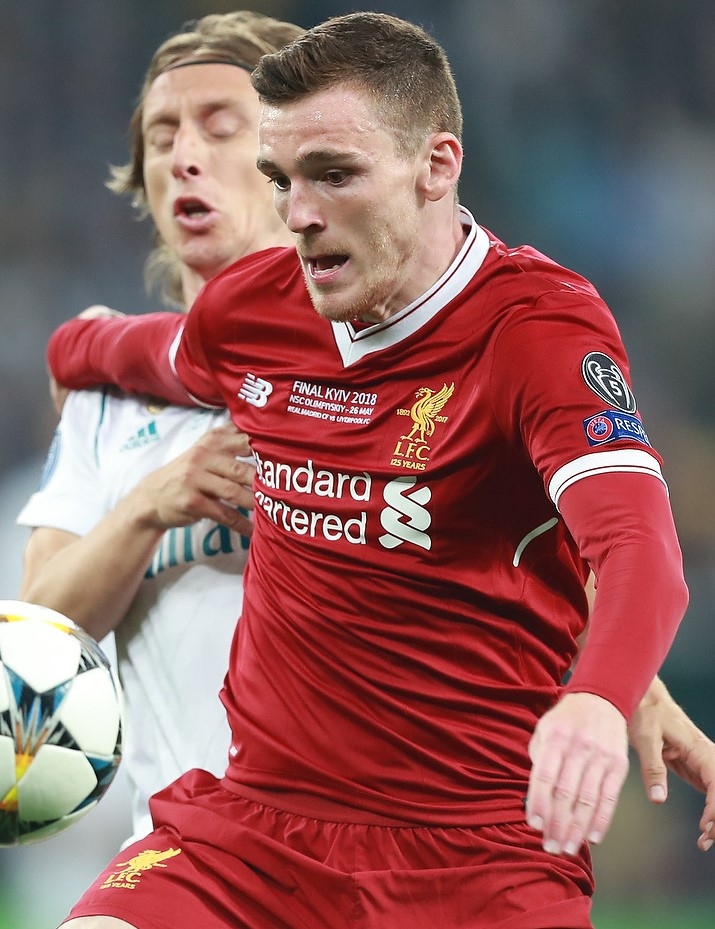
روبرتسون يلعب مع نادي ليفربول في نهائي دوري أبطال أوروبا 2018

في 21 يوليو 2017 وَقَع روبرتسون عقدًا طويل الأمد مع نادي ليفربول برسوم أولية قيمتها 8 ملايين جنيه إسترليني.
في 19 أغسطس، ظهر لأول مرة مع نادي ليفربول في مباراة جمعت الفريض ضد نادي كريستال بالاس و التي إنتهت بالفوز 1-0، حيث كان روبرتسون هو رجل المباراة.
بدأ روبرتسون كبديل في موسم 2017-2018 كبديل للاعب ألبرتو مورينو ، حيث انه حصل على مباريات عديدة كأساسي بعد إصابة اللاعب الإسباني في ديسمبر. كان أداؤه العالي في مباراته ضد نادي مانشستر سيتي و التي أدت إلى فوز النادي على المتصدر لجدول الدوري بنتيجة 4-3 و التي كانت في 14 يناير من عام 2018 حيث أشاد مشجعين النادي به.
سجل هدفه الأول للنادي في اليوم الأخير من الدوري الإنجليزي موسم 2017-2018 ضد نادي برايتون.
واصل روبرتسون اللعب بانتظام مع ليفربول خلال موسم 2018-19 عندما كان ليفربول وصيف الدوري الممتاز. وقع عقدًا جديدًا مع النادي في يناير 2019 ، والذي من المقرر أن يستمر  حتى عام 2024.
لقد أشاد به كيفن كيلبان كأفضل ظهير أيمن في الدوري الإنجليزي، و فيل نيفيل كذلك وكان يعتبره أنه أفضل ظهير أيسر في العالم.
على مدار الموسم 2018-2019 من الدوري الإنجليزي الممتاز سجل روبرتسون 11 تمريرات حاسمة.
في 25 إبريل من عام 2019، تم إختيار روبرتسون في تشكيلة العام للدوري الإنجليزي بجانب كلا من زملائه فيرجيل فان دايك وساديو ماني وترنت أليكساندر أرنولد.
في 1 يونيو 2019 ، لعب روبرتسون 90 دقيقة كاملة من نهائي دوري أبطال أوروبا حيث فاز نادي ليفربول على نادي توتنهام هوتسبر ليضمن كأس دوري أبطال أوروبا السادس للريدز. He
أصبح أول سكوتلاندي يفوز بالبطولة منذ دارين فليتشر  2008 وأول من يلعب بالفعل في الفريق الفائز منذ بول لامبرت في 1997.
في المباراة الأولى لأبطال أوروبا على أرضهم في دوري أبطال أوروبا في 2 أكتوبر، سجل روبرتسون هدفه الأوروبي الأول في فوز دراماتيكي 4-3 ضد ريد بول سالزبورغ.
في 2 نوفمبر 2019 ، سجل روبرتسون هدفه الثاني في الدوري الإنجليزي الممتاز مع ليفربول، وتعادل في الدقيقة 87 ضد أستون فيلا ، حيث فاز ليفربول في النهاية 2-1 في الوقت المحتسب بدل من الضائع.
على مدار موسم 2019-2020 ، ساهم روبرتسون بثلاثة أهداف و 12 تمريرة حاسمة لليفربول.
في 24 أغسطس 2021 ، وقع روبرتسون عقدًا جديدًا طويل الأمد مع ليفربول.

## الإنجازات
ليفربول
. الدوري الإنجليزي الممتاز 2024-2025
- الدوري الإنجليزي الممتاز: 2019–20[43]
- دوري أبطال أوروبا: 2018–19[44]
- كأس السوبر الأوروبي: 2019[45]
- كأس العالم للأندية: 2019[46]
- كأس الرابطة الإنجليزية 2021
- كأس الاتحاد الإنجليزي 2021

## روابط خارجية
- أندرو روبرتسون على موقع الاتحاد الدولي (مؤرشف)  (الإنجليزية)
- أندرو روبرتسون على موقع الاتحاد الأوربي (الإنجليزية)
- أندرو روبرتسون على موقع الاتحاد الإسكتلندي (الإنجليزية)
- أندرو روبرتسون على موقع قاعدة بيانات كرة القدم.إي يو (الإنجليزية)
- أندرو روبرتسون على موقع ليكيب (الفرنسية)
- أندرو روبرتسون على موقع ناشيونال فوتبول تيمز (الإنجليزية)
- أندرو روبرتسون على موقع Soccerbase.com (لاعب) (الإنجليزية)
- أندرو روبرتسون على موقع Soccerway.com (الإنجليزية)
- أندرو روبرتسون على موقع عالم كرة القدم.نت (الإنجليزية)
- أندرو روبرتسون على موقع AS.com (الإسبانية)